# NGC 6147
NGC 6147 este o galaxie situată în constelația Hercule. A fost descoperită în 26 mai 1849 de către William Parsons, 3rd Earl of Rosse⁠(d).